# Hofgarten in Ansbach
Hofgarten in Ansbach este o arie protejată (arie specială de conservare — SAC, sit de importanță comunitară — SCI) din Germania întinsă pe o suprafață de 14,06 ha, integral pe uscat.

## Localizare
Centrul sitului Hofgarten in Ansbach este situat la coordonatele 49°18′02″N 10°34′57″E / 49.3006°N 10.5825°E.

## Înființare
Situl Hofgarten in Ansbach a fost declarat sit de importanță comunitară în martie 2001 pentru a proteja 2 specii de animale. Situl a fost protejat și ca arie specială de conservare în aprilie 2016.

## Biodiversitate
Situată în ecoregiunea continentală, aria protejată conține 2 habitate naturale: Fânețe de joasă altitudine (Alopecurus pratensis, Sanguisorba officinalis), Păduri de stejar și carpen Galio-Carpinetum.
La baza desemnării sitului se află mai multe specii protejate:
- păsări (1): minunița (Aegolius funereus)
- nevertebrate (1): Osmoderma eremita Complex